# Kolonien Virginia
Kolonien Virginia (engelsk: Colony and Dominion of Virginia) var den engelske koloni i Nordamerika som eksisterede en kort tid i det 16. århundrede og kontinuerlig fra 1607 frem til den amerikanske revolution. Kolonien blev Commonwealth of Virginia i 1776.
Navnet "Virginia" er den ældste betegnelse for engelske landområder i Nordamerika. I begyndelsen dækkede begrebet hele kysten af Nordamerika som indledningsvis blev påkrævet af Frankrig, fra den 34. breddegrad (nær Cape Fear) nord til den 48. breddegrad og inkluderede dermed hele kystlinjen i Acadia og en stor del af indlandet i Canada.
Selv om Frans 1. af Frankrig havde ældre krav på dette land gennem Giovanni da Verrazano og det skulle blive kaldt Francesca, valgte franskmændene at bosætte landene som blev set af John Cabot.
Den første bosætning var på Roanoke Island, selv om dens navn var Virginia. En kontrakt for bosætning på kysten blev oprindelig givet til London Company og Plymouth Company (de to grene af Virginia Company) i 1606. De første bosætninger i henhold til denne kontrakt var Jamestown-bosætningen i 1607 og Popham-kolonien.
Af de to var det kun Jamestown-bosætningen som slog rod. I 1609, da Plymouth Company opgav sin bosætning, blev Virginia-kontrakten justeret til at inkludere territoriet nord for den 34. og syd for den 39. breddegrad, med den oprindelige kysttildeling udvidet til "fra hav til hav". I 1620 blev delen af Virginia nord for den 34. breddegrad kendt som New England.
Efterfølgende kontrakter for Maryland-kolonien i 1632 og Carolina-kolonien i 1665 reducerede Virginia-kolonien yderligere til kystgrænserne den holdt til den amerikanske revolution.
Frem til 1763 var kolonien begrænset til vest for Appalachian-bjergene som grovt set markerede grænsen med Ny Frankrig. Det britiske territoriums udvidelse til Mississippi-floden efter 1763 resulterede i udvidede krav blandt mange af de oprindelige kystkolonier. Baseret på "hav til hav"-kontrakten fra 1609, lagde Virginia krav på hele det nye land vest for Appalachiene og nord for den 36. breddegrad. Dette inkluderede dagens West Virginia og Kentucky, i tillæg til landet i Nordvest Territoriet. Størstedelen af dette land blev også påkrævet af andre kystkolonier. Virginia organiserede Illinois-amtet i 1779 for at administrere Nordvestterritoriet i 1784. Kentucky var et amt i Virginia til det blev separeret og indlemmet som stat i 1792. West Virginia blev udskilt i 1861.
Karl 2. af England gav Virginia titlen "Old Dominion" (gamle området) i taknemlighed for Virginias loyalitet til kronen under den engelske borgerkrig. Virginia bruger fortsat "Old Dominion" som sit kaldenavn på staten.[kilde mangler]

## Eksternt link
- Library of Congress: Fremvæksten af Virginia-kolonien, 1610-1630 – på engelsk

37°07′52″N 76°38′28″V / 37.131°N 76.641°V